# Wybory do Parlamentu Europejskiego w Holandii w 1999 roku
Wybory do Parlamentu Europejskiego w Holandii w 1999 roku zostały przeprowadzone 10 czerwca 1999. Holendrzy wybrali 31 przedstawicieli do Parlamentu Europejskiego V kadencji. Frekwencja wyborcza wyniosła 30,02%.

## Wyniki wyborów
| Lista wyborcza                               | Głosy     | %     | Mandaty |
| -------------------------------------------- | --------- | ----- | ------- |
| Apel Chrześcijańsko-Demokratyczny            | 954 898   | 26,94 | 9       |
| Partia Pracy                                 | 712 929   | 20,11 | 6       |
| Partia Ludowa na rzecz Wolności i Demokracji | 698 050   | 19,69 | 6       |
| Zielona Lewica                               | 419 869   | 11,85 | 4       |
| SGP – GPV – RPF                              | 309 612   | 8,74  | 3       |
| Demokraci 66                                 | 205 623   | 5,80  | 2       |
| Partia Socjalistyczna                        | 178 642   | 5,04  | 1       |
| De Europese Partij                           | 23 231    | 0,66  | –       |
| Conservatieve Democraten                     | 17 740    | 0,50  | –       |
| Pozostali                                    | 23 814    | 0,67  | –       |
| Głosy nieważne i puste                       | 16 356    | –     | –       |
| Razem                                        | 3 544 408 |       | 31      |